# Macquartia pruthentca
Macquartia pruthentca là một loài ruồi trong họ Tachinidae.